# Droga krajowa B326 (Niemcy)
Droga krajowa 326 (Bundesstraße 326, B 326) – niemiecka droga krajowa przebiegająca na osi wschód - zachód i jest połączeniem drogi B1 z drogą B8 w Düsseldorfie (ok. 2,2 km) oraz autostrady A46 z autostradą A1 na północ od Wuppertalu (ok. 700 m)w Nadrenii Północnej-Westfalii.